# La Vie en Alsace
La Vie en Alsace est une revue culturelle mensuelle – « la plus belle revue d'histoire et d'art régional » – qui fut publiée à Strasbourg par les Dernières nouvelles d'Alsace entre 1923 et 1980.
Elle était abondamment illustrée de gravures et de photographies, parfois accompagnée de la reproduction d'une œuvre d'art en hors-texte et en couleurs.
Le juriste Robert Redslob fit partie de ses fondateurs.